# Малинник (Вологодская область)
Малинник — деревня в Сямженском районе Вологодской области.
Входит в состав Устьрецкого сельского поселения, с точки зрения административно-территориального деления — в Устьрецкий сельсовет.
Расстояние по автодороге до районного центра Сямжи — 24 км, до центра муниципального образования Усть-Реки — 13 км. Ближайшие населённые пункты — Речковская, Любовица, Кубинская.
По переписи 2002 года население — 29 человек (14 мужчин, 15 женщин). Преобладающая национальность — русские (97 %).